# JS Kairouan
Jeunesse Sportive Kairouanaise w skrócie JS Kairouan (ar. الشبيبة الرياضية القيروانية) – tunezyski klub piłkarski grający w tunezyjskiej drugiej lidze, a niegdyś w pierwszej lidze, mający siedzibę w mieście Kairuan.

## Historia
Klub został założony w 1942 roku. W sezonie 1977/1978 wywalczył swój pierwszy w historii tytuł mistrza Tunezji. W sezonie 1995/1996 dotarł do finału Pucharu Tunezji, w którym przegrał 1:2 z zespołem Étoile Sportive du Sahel.

## Sukcesy
- I liga[4]
  - mistrzostwo (1): 1976/1977.

- Puchar Tunezji[5]
  - finał (1): 1996.

## Występy w afrykańskich pucharach
| Sezon | Rozgrywki           | Runda       | Kraj       | Klub                | Dom | Wyjazd | Dwumecz      |
| ----- | ------------------- | ----------- | ---------- | ------------------- | --- | ------ | ------------ |
| 1994  | Puchar CAF          | 1           | Mauretania | AS Garde Nationale  | 3–1 | 1–1    | 4–2          |
| 1994  | Puchar CAF          | 2           | Mali       | AS Nianan           | 3–1 | 1–3    | 4–4 (k. 6–5) |
| 1994  | Puchar CAF          | ćwierćfinał | Reunion    | CS Saint-Denis      | 1–0 | 3–5    | 4–5          |
| 2005  | Puchar Konfederacji | 1           |            | Al-Ittihad Trypolis | 3–2 | 0–3    | 3–5          |

## Stadion
Domowe mecze klub rozgrywa na stadionie o nazwie Stade Hamda Laouani w Kairuanie, który może pomieścić 25000 widzów.

## Reprezentanci kraju grający w klubie
Stan na lipiec 2016.
| - Khaled Badra - Fethi Chehaibi - Othman Chehaibi - Skander Cheikh - Hamadi Cheriti - Amine Chermiti - Ameur Derbal - Zouheir Dhaouadi - Hichem Essifi - Salema Kasdaoui - Ahmed Khalil - Khemais Labidi - Nabil Missaoui - Mourad Okbi | - Lassaâd Ouertani - Jemaa Saidi - Lotfi Sellami - Walid Tayeb - Mohamed Ali Yacoubi - Abdel Fadel Suanon - Amédée Mouanda - Bangaly Keita - Aboubacar Sylla - Christopher Mendouga - Guy Toindouba - Mohamed Abeddayem - Ahmed Wafa Abdulkader - Mansour Al-Borki |